# Afera korupcyjna w polskiej piłce nożnej
Afera korupcyjna w polskiej piłce nożnej – medialne określenie nieprawidłowości i przestępstw popełnianych przez sędziów piłkarskich, piłkarzy, trenerów, działaczy klubowych i działaczy związkowych w strukturach PZPN i okręgowych związkach piłkarskich związanych z pozasportowym wpływem na przebieg rozgrywek ligowych i pucharowych piłki nożnej mężczyzn w Polsce. Ściganie takich działań przez organy wymiaru sprawiedliwości stało się możliwe po wprowadzeniu z dniem 1 lipca 2003 do kodeksu karnego przestępstwa tzw. przekupstwa sportowego.

## Przebieg śledztwa
Postępowania karne prowadzone były przez prokuratorów z Wydziału VI ds. przestępczości zorganizowanej Prokuratury Okręgowej we Wrocławiu, a następnie przez prokuratorów z Prokuratury Apelacyjnej we Wrocławiu.
Śledztwo dotyczące domniemanej korupcji w polskiej piłce nożnej rozpoczęło się w maju 2004, po zamieszczeniu artykułu we wrocławskiej edycji „Gazety Wyborczej”. Według dziennikarzy tego dziennika, przed rozegranym 8 maja 2004 meczem II ligi, pomiędzy Polarem Wrocław i Zagłębiem Lubin (0:4), piłkarze obu klubów kontaktowali się ze sobą celem ustawienia wyniku spotkania. Ten wątek, w mediach zwany sprawą Polaru, w toku śledztwa został wydzielony do osobnego postępowania prowadzonego przez Prokuraturę Rejonową Wrocław-Psie Pole.
Sprawa największej ujawnionej korupcji w polskim futbolu uzyskała jeszcze większy rozgłos rok później – w maju 2005, kiedy to dzięki współpracy Policji z prezesem GKS Katowice Piotrem Dziurowiczem (w późniejszych wywiadach dla „Gazety Wyborczej” z 3 i 4 sierpnia 2005 Dziurowicz szczegółowo opisał sytuację w polskiej piłce nożnej w ostatnich latach) – podczas prowokacji policyjnej – przyjmowania łapówki – aresztowano pierwszoligowego sędziego piłkarskiego Antoniego Fijarczyka oraz obserwatora meczowego i szefa Kolegium Sędziów przy Śląskim ZPN Mariana Duszę (do wręczenia kontrolowanej łapówki doszło 20 maja 2005, a podejrzanych zatrzymano 21 maja 2005). Aresztowanie pierwszego arbitra w śledztwie prezes PZPN Michał Listkiewicz skwitował słowami wśród dziesięciu tysięcy arbitrów niestety znalazła się jedna tzw. czarna owca. Rozwijające się dynamicznie postępowanie objęło znacznie większą liczbę sędziów piłkarskich, obserwatorów i kwalifikatorów sędziowskich, także szefa szkolenia sędziowskiego i przewodniczących kolegiów sędziów przy wojewódzkich związkach piłkarskich. Opierając się na zeznaniach zatrzymanych, w niecały miesiąc później aresztowano kolejnego sędziego, Krzysztofa Zdunka.
W wywiadzie dla „Gazety Wyborczej” Piotr Dziurowicz wskazał na kluby: GKS Katowice, GKS Bełchatów, Śląsk Wrocław, Górnik Łęczna, Szczakowiankę Jaworzno i Wisłę Płock jako na zespoły biorące udział w ustawianiu meczów.
Efektem zeznań wcześniej zatrzymanych osób była kolejna fala zatrzymań w środowisku piłkarskim z początku lipca 2005. Wątek ten, związany z działalnością korupcyjną dwóch piłkarzy Piasta Gliwice – podejrzenie kupienia dwóch wiosennych meczów w sezonie 2003/2004 z Aluminium Konin (22 maja 2004, 1:0; sprawa wydała się, gdy jeden z piłkarzy Aluminium odmówił sms-em wyjazdu do Gliwic powiadamiając o sprzedaniu meczu kierownika konińskiej drużyny) i Polarem Wrocław (11 czerwca 2004, 2:0) oraz prezesa tego klubu – podejrzenie „ustawienia” wyniku meczu ze Świtem Nowy Dwór Mazowiecki w sezonie 2004/2005 (23 października 2004, 2:1), został również wydzielony do osobnego śledztwa.
Według wrocławskiej prokuratury dużą grupą, która kupowała i sprzedawała mecze w polskiej lidze kierował były działacz Amiki Wronki – Ryszard Forbrich, znany w środowisku jako „Fryzjer”. Prokuratura stawia mu ponad 50 zarzutów dotyczących korupcji, z których głównym jest założenie i kierowanie jedną ze zorganizowanych grup przestępczych działających w środowisku polskiego futbolu od roku 2000. Grupa miała zajmować się tzw. ustawianiem meczów piłkarskich w polskich I, II oraz III lidze, a F. nakłaniać, pośredniczyć i wręczać łapówki, m.in. sędziom piłkarskim i obserwatorom PZPN. Miał w ten sposób wpłynąć na wyniki ponad 30 meczów. Przegląd Sportowy w sierpniu 2006 opublikował tzw. listę Fryzjera – listę sędziów piłkarskich, z którymi „Fryzjer”, według dziennika, rzekomo próbował utrzymywać kontakty.
W lipcu 2007 prowadzenie śledztwa przejęła Prokuratura Apelacyjna we Wrocławiu.

## Procesy karne

### Sprawa Polaru
Śledztwo w sprawie Polaru zakończyło się serią procesów sądowych toczących się przed Sądem Okręgowym we Wrocławiu od 24 stycznia 2006, w którym oskarżeni byli czterej byli piłkarze Polaru oraz Zagłębia Lubin. Ze względu na zły stan zdrowia psychicznego jednego z czterech oskarżonych piłkarzy proces już w marcu 2006 został odroczony do 6 kwietnia, a następnie z podobnych powodów na wniosek obrońców – utajniony. Początkowo, 10 czerwca 2008, nieprawomocnym wyrokiem sądu ukaranych zostało dwóch byłych piłkarzy Polaru Wrocław: Tomasz R. i Jacek S. (4 miesiące w zawieszeniu na 2 lata), jednocześnie byłego zawodnika Zagłębia Lubin Zbigniewa M. oraz byłego zawodnika Polaru Marka G. sąd uniewinnił i utajnił uzasadnienie wyroku. Sąd apelacyjny uchylił wyrok.

Na początku marca 2009, w kolejnej odsłonie procesu, Zbigniew M. przyznał się do udziału w ustawieniu meczu i zgodził się na karę roku pozbawienia wolności i grzywnę. Natomiast Jacek S. i Tomasz R. początkowo zgodzili się na wyrok bez procesu, następnie zmienili zdanie, gdyż nie byli w stanie oddać łapówki, jaką mieli przyjąć. Ich proces oraz Marka G. będzie się toczył osobno. Już 7 kwietnia wszyscy oskarżeni piłkarze nie przyznali się przed sądem do zarzutów i odmówili składania wyjaśnień.

### Proces ws. Arki Gdynia
14 grudnia 2007 rozpoczął się przewód sądowy ws. domniemanej korupcji w Arce Gdynia. Na ławie oskarżonych zasiadły 34 osoby, z których 17 poddało się dobrowolnie karze. Pozostałym 17 oskarżonym prokuratura zarzuciła przestępstwa m.in. z art. 258 i 296b kodeksu karnego, tj. udział i kierowanie związkiem przestępczym mającym na celu nieuczciwe zachowania w związku z organizacją profesjonalnych zawodów sportowych (łącznie zarzutów było ponad 200, w tym „ustawienie” 41 meczów).
3 kwietnia 2009 sąd I instancji uznał wszystkich oskarżonych za winnych stawianych im zarzutów i wydał wyroki skazujące:
- pozbawienia wolności dla:
  - byłego prezesa Arki Jacka Milewskiego – 4 lata pozbawienia wolności (oraz zakaz zajmowania stanowiska członka zarządu w sportowych spółkach akcyjnych przez 10 lat)
  - Ryszarda Forbricha, ps. „Fryzjer”[19] – 3,5 roku pozbawienia wolności
  - byłego obserwatora Mariana Duszę – 2,5 roku pozbawienia wolności (oraz 10-letni zakaz działalności w strukturach PZPN)
  - byłego członka zarządu Arki Grzegorza Gąsiorowskiego – 2,5 roku pozbawienia wolności (oraz zakaz zajmowania stanowiska członka zarządu w sportowych spółkach akcyjnych przez 10 lat)
  - byłego członka zarządu Arki Jakuba Polaka – 2 lata pozbawienia wolności
- pozbawienia wolności z warunkowym zawieszeniem ich wykonania od 8 miesięcy do 2 lat dla obserwatora, 9 sędziów, piłkarza Arki Krzysztofa Sobieraja i pracowników klubu

Ponadto wszyscy oskarżeni zostali ukarani grzywnami finansowymi. Sąd zgodził się również na używanie pełnych nazwisk skazanych, jak i ujawnianie ich wizerunków.
16 września 2009 do Sądu Apelacyjnego we Wrocławiu trafiły odwołania dotyczące powyższego wyroku. Złożyły je zarówno prokuratura, jak i obrońcy oskarżonych. Procesu w tej sprawie można spodziewać się w grudniu.

### Proces ws. Korony Kielce
31 grudnia 2008 skierowany został do Sądu Rejonowego Wrocław-Śródmieście akt oskarżenia w tzw. „wątku Korony Kielce”, przygotowany przez prokuratorów z Wydziału XI Prokuratury Krajowej we Wrocławiu. Oskarża się w nim 43 osoby: 19 piłkarzy, 12 sędziów, 6 obserwatorów PZPN oraz 6 trenerów i działaczy o „ustawienie” 23 meczów w lll ligowym sezonie 2003/04. Spośród oskarżonych, 28 osób przyznało się do zarzutów i mogły one być skazane bez procesu.
16 września 2009 przed obliczem „Temidy” stanęła grupa „skruszonych” – przyznających się do winy i chcących poddać się karze dobrowolnie. Kielecki sąd skazał:
1. byłego trenera Korony Dariusza W. na trzy lata pozbawienia wolności w zawieszeniu na pięć lat, 100 tys. złotych grzywny, 3-letni zakaz działalności w profesjonalnym futbolu, pokrycie kosztów sądowych w wysokości 20470 zł[25]
2. byłego trenera bramkarzy Korony Andrzeja W. na dwa i pół roku pozbawienia wolności w zawieszeniu na trzy lata, 30 tys. złotych grzywny, roczny zakaz działalności w profesjonalnej piłce nożnej, pokrycie 6470 zł kosztów sądowych[25]
3. byłego sędziego piłkarskiego Krzysztofa Z. na rok i dwa miesiące pozbawienia wolności w zawieszeniu na 2 lata, grzywnę, przepadek 300 zł łapówki i 2-letni zakaz działalności w profesjonalnym futbolu[26]
4. byłego sędziego piłkarskiego Janusza G. na rok i dwa miesiące pozbawienia wolności w zawieszeniu na 2 lata, grzywnę, przepadek 300 zł łapówki i 3-letni zakaz działalności w profesjonalnym futbolu[26]
5. byłego sędziego piłkarskiego Waldemara T. na rok i dwa miesiące pozbawienia wolności w zawieszeniu na 2 lata, grzywnę, przepadek 400 zł łapówki, 3-letni zakaz działalności w profesjonalnym futbolu[26]
6. byłego obserwatora PZPN Edwarda D. na 1,5 roku pozbawienia wolności w zawieszeniu na 3 lata, grzywnę, przepadek 900 zł łapówki i 5-letni zakaz działalności w profesjonalnym futbolu[26]
7. byłego trenera i byłego p.o. prezesa Motoru Lublin Romana D. na 1,5 roku pozbawienia wolności w zawieszeniu na 3 lata, grzywna, przepadek 7 tys.  zł łapówki i 2-letni zakaz działalności w profesjonalnym futbolu[26]

Na kolejnym posiedzeniu 21 września sąd zajmie się m.in. byłym kapitanem kielczan – Arkadiuszem B. Proces tych, którzy nie przyznają się do zarzutów (m.in. trenera Jerzego E. juniora i Hermesa N. S.) rozpocznie się 23 września przed Sądem Rejonowym w Kielcach.

## Konsekwencje
W związku z aferą oskarżono około 600 osób [stan 6 października 2011] – obserwatorów, sędziów piłkarskich, działaczy klubowych, trenerów (w tym byłego selekcjonera reprezentacji narodowej), piłkarzy, a nawet masażystów Górnika Łęczna oraz Lecha Poznań, sekretarkę Arki Gdynia czy burmistrza Janikowa – część z nich aresztowano, część po złożeniu zeznań zwolniono (w tym kilkunastu za kaucją z zakazem opuszczania kraju). Na koniec października 2008 według danych z wrocławskiej Prokuratury Krajowej w proceder korupcyjny były zaangażowane 52 kluby piłkarskie.
Rozmiary afery korupcyjnej sięgające zarządu PZPN (w styczniu 2007 zatrzymano Wita Żelazko – jednego z członków Zarządu, byłego arbitra, obserwatora i komentatora piłkarskiego stacji Canal+ Sport, eksperta od spraw sędziowskich) i brak zdecydowanej reakcji na nie, były jednym z przyczynków do zawieszenia przez Ministra Sportu Tomasza Lipca Zarządu Związku i wprowadzenia doń kuratora w okresie 19 stycznia – 5 marca 2007 (więcej w haśle PZPN).
Także najważniejsi sponsorzy rozgrywek piłkarskich w Polsce – Telekomunikacja Polska S.A. (główny sponsor reprezentacji i właściciel operatora sieci komórkowej PTK Centertel, sponsora Orange Ekstraklasy) oraz – po raz pierwszy już w sierpniu 2005 roku, po publikacji w Gazecie Wyborczej wywiadów z Piotrem Dziurowiczem – stacja telewizyjna Canal+ (właściciel praw do transmisji I ligowych meczów piłkarskich) zdecydowanie wyrazili swoje zaniepokojenie zjawiskiem, przejawem czego było m.in. odwołanie przez Canal+ w 2007 roku dorocznej uroczystej gali towarzyszącej wręczaniu nagród ufundowanych przez stację – Piłkarskich Oscarów, a także ograniczenie liczby kategorii, tak „by nagrodzić wyłącznie piłkarzy, a nie całe środowisko futbolowe”. W wywiadzie z 27 lutego 2007 udzielonym Gazecie Wyborczej szef polskiego oddziału Canal+ Arnaud de Villeneuve przedstawił po raz kolejny poparcie firmy dla jak najszybszego oczyszczenia skorumpowanego środowiska, ukarania winnych i uzdrowienia polskiej piłki nożnej.

### Sędziowie i obserwatorzy
- 21 lipca 2005 Wydział Dyscypliny PZPN (WD PZPN) za przekupstwo sportowe i związane z nim niedozwolone spotkanie sędziów i obserwatora z przedstawicielami klubu Piast Gliwice przed meczem o mistrzostwo II ligi ze Świtem Nowy Dwór Mazowiecki, rozegranym 23 października 2004, nałożył kary dyscyplinarne na obserwatora meczu Aleksandra Suchanka – karę dyskwalifikacji na 5 lat, na trzech sędziów reprezentujących Wielkopolski ZPN – głównego Zbigniewa Rutkowskiego karę wykluczenia z PZPN i liniowych Roberta Halaburdę oraz Hieronima Twardosza karę dyskwalifikacji na okres 2 lat. Odwołanie sędziów Halaburdy i Twardosza od orzeczenia WD PZPN zostało oddalone 13 stycznia 2006 przez Komisję Odwoławczą PZPN[39], a 26 kwietnia tego samego roku Związkowy Trybunał Piłkarski oddalił kasację od orzeczenia Komisji Odwoławczej złożoną przez ukaranych[40]. 27 lipca 2006 wnioski sędziów o zawieszenie pozostałej części kary zostały także odrzucone[41].

- 12 stycznia 2006 WD PZPN wobec zatrzymanego dwa dni wcześniej przez policję obserwatora piłkarskiego i członka WD PZPN Jana Ćwięka wszczął postępowanie dyscyplinarne oraz zawiesił go w prawach obserwatora[42].

- 6 lipca 2006 WD PZPN wobec sędziów Grzegorza Gromka, Andrzeja Jaremki (członek komisji szkoleniowej sędziów w Kolegium Sędziów przy Wielkopolskim ZPN)[43] i Sławomira Berezowskiego zastosował środki zapobiegawcze w postaci zawieszenia[44].

- Zarząd PZPN 14 lipca 2006 na podstawie przyjętej uchwały postanowił, iż „w przypadku postawienia zarzutu karnego z art. 296b Kodeksu karnego lub innego związanego z uczciwością zawodów piłkarskich, Wydział Dyscypliny PZPN niezwłocznie wszczyna postępowanie dyscyplinarne w sprawie osoby podejrzanego. Przy zastosowaniu przez prokuratora lub sąd środka zapobiegawczego, Wydział Dyscypliny PZPN obligatoryjnie stosuje środek zapobiegawczy w postaci zawieszenia. Po przeprowadzeniu wymienionych czynności organ dyscyplinarny Związku obligatoryjnie zawiesza postępowanie do czasu zakończenia postępowania przygotowawczego prowadzonego przez właściwą prokuraturę”[45].

- Na posiedzeniu WD PZPN 20 lipca 2006 zawiesił w prawach sędziego zatrzymanego tydzień wcześniej przez policję Tomasza Pacudę. Na tym samym posiedzeniu postanowiono również wszcząć postępowanie wyjaśniające w sprawie domniemanych nieprawidłowości w środowisku sędziowskim Wielkopolskiego ZPN. Na podstawie prawomocnego wyroku skazującego za korupcję w sporcie Łukasz Łaga został skreślony z listy sędziów oraz ukarany karą dodatkową w postaci „dożywotniego zakazu pełnienia wszelkich funkcji w strukturach organizacyjnych PZPN, związkach piłki nożnej oraz sekcjach piłkarskich klubów sportowych”[46].

- 3 sierpnia WD PZPN zawiesił w prawach sędziego zatrzymanego 24 lipca przez policję Piotra Kotosa[47].

- 31 sierpnia WD PZPN zapoznał się z wyjaśnieniami arbitrów Piotra Aleksandrowicza, Macieja Heinricha, Adama Konarskiego, Marka Kowala, Janusza Oparcika i Mariusza Rogalskiego oraz nakazał im podjęcie działań prawnych, prowadzących do oczyszczenia się z oskarżeń w związku z publikacją listy Fryzjera. W przypadku nie przedstawienia w zakreślonym terminie kopii pozwu do sądu przeciwko redakcji „Przeglądu Sportowego”, WD miał podjąć decyzje o zawieszeniu sędziów w prawach do pełnienia wykonywanej funkcji. Na tym samym posiedzeniu WD zawiesił Mariusza Sicińskiego w prawach sędziego[48].

- 7 września przed tą samą komisją wyjaśnienia złożyli Zdzisław Bakaluk, Jacek Granat, Robert Małek, Marek Mikołajewski, Marek Ryżek, Piotr Siedlecki oraz Jarosław Żyro. WD PZPN również im nakazał podjęcie odpowiednich kroków prowadzących do oczyszczenia własnych imion. Tego samego dnia, w związku z nieusprawiedliwionym niestawieniem się przed obliczem komisji, Wydział zawiesił w prawach sędziego Piotra Wieczerzaka[49].

- 20 września na skutek zatrzymania 13 września[50] przez policję dwóch sędziów Wielkopolskiego ZPN Macieja Heinricha i Adama Konarskiego w celu złożenia zeznań w prokuraturze, WD PZPN zawiesił ich oraz sędziego Mariusza Górskiego, który sam zgłosił się w prokuraturze 30 sierpnia[51].

- 9 listopada WD PZPN zawiesił w prawach sędziego Marka Kowala w związku z postawieniem mu zarzutów karnych przez Prokuraturę Okręgową we Wrocławiu[52].

- W listopadzie 2006 PZPN podjął decyzję o rozwiązaniu wszystkich kolegiów sędziów działających przy wojewódzkich związkach piłki nożnej. Arbitrzy pragnący sędziować w 2007 roku muszą złożyć stosowne oświadczenia o nieuczestniczeniu w przeszłości w procederze handlu meczami, a ponadto wszyscy kandydaci zostaną zbadani przez powołane do tego celu komisje weryfikacyjne[53].

- 20 grudnia sędziowie Robert Setla i Robert Werder zostali zatrzymani przez policję na polecenie Prokuratury Okręgowej we Wrocławiu[54], a 11 stycznia 2007 WD PZPN zawiesił ich w prawach sędziego[55].

- 18 stycznia 2007 WD PZPN „w związku z podejrzeniem o możliwość uczestniczenia w sprawach związanych z korupcją w polskim futbolu” zawiesił Zbigniewa Marczyka (Wielkopolski ZPN) oraz Pawła Skoniecznego w prawach sędziego[56].

- 26 lutego 2007 przewodniczący zarządu Kolegium Sędziów PZPN, Sławomir Stempniewski, zawiesił w prawach sędziego Piotra Siedleckiego (Zachodniopomorski ZPN) oraz Marka Ryżka (Wielkopolski ZPN)[57].

- 13 kwietnia 2007 funkcjonariusze sekcji antykorupcyjnej Komendy Wojewódzkiej Policji we Wrocławiu bezpośrednio po zakończeniu meczu Orange Ekstraklasy pomiędzy Zagłębiem Lubin a ŁKS zatrzymali sędziego głównego zawodów[58]. Spotkanie prowadził Tomasz Witkowski (Mazowiecki ZPN)[59].

- 31 maja 2007 WD PZPN przesłuchał dwóch arbitrów – Marka Mikołajewskiego (ponownie) i Tomasza Cwalinę. Obaj sędziowie zaprzeczyli, że mieli do czynienia z ustawianiem wyników meczów[60].

- 6 października 2011 funkcjonariusze CBA zatrzymali trzech sędziów PZPN[61]: Włodzimierza Bartosa, Radosława Trochimiuka oraz Mariusza Trofimca. PZPN zawiesił ich w prawach sędziego piłki nożnej[62].

### Kluby, działacze i piłkarze
- 21 lipca 2005 Wydział Dyscypliny PZPN (WD PZPN) za przekupstwo sportowe i związane z nim niedozwolone spotkanie sędziów i obserwatora z przedstawicielami klubu Piast Gliwice przed meczem o mistrzostwo II ligi ze Świtem Nowy Dwór Mazowiecki rozegranym 23 października 2004, nałożył na Piast Gliwice karę finansową w wysokości 100 tysięcy złotych oraz karę dodatkową w postaci pozbawienia 10 punktów w rozgrywkach II ligi sezonu 2005/2006. Ówczesny prezes klubu Marcin Żemajtis ukarany został karą dożywotniej dyskwalifikacji. Odwołanie klubu i prezesa od orzeczenia WD PZPN zostało oddalone 13 stycznia 2006 przez Komisję Odwoławczą PZPN[39], a 26 kwietnia tego samego roku Związkowy Trybunał Piłkarski oddalił kasację Piasta od orzeczenia Komisji Odwoławczej[40].

- 6 lipca 2006 WD PZPN wobec działaczy Jerzego Frenkiela (były dyrektor Podbeskidzia) i Mariusza Łaskiego (menedżer KSZO) zastosował środki zapobiegawcze w postaci zawieszenia[44].

- 3 sierpnia 2006 WD PZPN zawiesił działaczy sportowych Mariusza Juraka (kierownik drużyny Górnika Polkowice) i Ryszarda Majewskiego (kierownik i masażysta Górnika Łęczna)[47].

- 31 sierpnia 2006 WD PZPN zawiesił prezesa Podbeskidzia Stanisława Piecucha i wiceprezesa Górnika Łęczna Bronisława Kołodziejczyka[48].

- 30 listopada 2006 WD PZPN zawiesił prezesa Jacka Milewskiego i kierownika drużyny Arki Gdynia Wiesława Kędzię[63].

- 22 lutego 2007 w konsekwencji prowadzonego śledztwa i na podstawie przekazanych 20 lutego[64] z prokuratury materiałów[65], WD PZPN wszczął postępowanie dyscyplinarne wobec sześciu polskich klubów piłkarskich. Objęto nim grające w Orange Ekstraklasie zespoły Arki Gdynia i Górnika Łęczna oraz występujące w drugiej lidze KSZO Ostrowiec Świętokrzyski, Górnika Polkowice, Zawiszę Bydgoszcz S.A. i Podbeskidzie Bielsko-Biała.
WD wznowił również postępowanie dyscyplinarne w sprawie meczów: drugiej ligi sezonu 2003/2004 Polar Wrocław – Zagłębie Lubin i Arka Gdynia – Śląsk Wrocław (baraż o prawo do gry II lidze w sezonie 2004/2005), które zostało zawieszone przez poprzedni skład WD[66].

14 marca korzystając z zapisów w nowym regulaminie PZPN, działacze Górnika Polkowice zgłosili gotowość dobrowolnego poddania się karze, pod warunkiem, że nie będzie nią degradacja z II ligi.
15 marca przed WD PZPN rozpoczęło się składanie wyjaśnień przez przedstawicieli obwinianych klubów. Przedstawiciele kolejnych trzech: Górnika Łęczna, KSZO Ostrowiec Świętokrzyski i Podbeskidzia Bielsko-Biała byli skłonni przyznać się do winy i zaproponować związkowi rodzaj kar dla siebie. Prawnicy reprezentujący Arkę Gdynia zdecydowanie wykluczyli możliwość dobrowolnego poddania się karze przez ich klienta, natomiast Zawisza Bydgoszcz S.A. dokonał właściwie samoukarania, rozwiązując wiosną swoją II-ligową drużynę.
22 marca 2007 WD PZPN podjął decyzję objętą rygorem natychmiastowej wykonalności o miesięcznym zawieszeniu klubu Arka Gdynia w rozgrywkach organizowanych przez PZPN. W ciągu tego miesiąca Arka miała rozegrać siedem meczów – 5 w Orange Ekstraklasie i po jednym w Pucharze Ekstraklasy i w Pucharze Polski. Zgodnie z regulaminami PZPN i rozgrywek OE nierozegrane pojedynki traktowane są jak walkowery, zaś trzy kolejne walkowery oznaczają, że drużyna „zostaje automatycznie wyeliminowana z rozgrywek i (...) zdegradowana o dwie klasy niżej, bez względu na liczbę zdobytych punktów”.
27 marca podejrzewani o korupcję prezesi Arki Jacek Milewski i Grzegorz Gąsiorowski zrezygnowali z pełnienia funkcji w zarządzie klubu.
29 marca 2007 WD PZPN zawiesił Górnika Łęczna na jeden miesiąc w rozgrywkach organizowanych przez PZPN. Podobnie, jak w przypadku Arki Gdynia, decyzja objęta została rygorem natychmiastowej wykonalności.
Początkowo decyzją WD PZPN z 12 kwietnia 2007 roku:
- - Górnik Łęczna za „ustawienie” 20 meczów[75] i niepoddanie się karze dobrowolnie został zdegradowany „o dwie klasy rozgrywek”, miał zapłacić karę 270 tysięcy złotych, a rozgrywki rozpocząć z dziesięcioma punktami ujemnymi
  - Arka Gdynia za „ustawienie” 26 meczów została zdegradowana „o jedną klasę rozgrywek”, miała zapłacić karę 200 tysięcy złotych, a następny sezon rozpocząć z pięcioma ujemnymi punktami.
  - Górnik Polkowice za „ustawienie” 60 meczów – został zdegradowany o jedną klasę, minus 10 punktów i 50 tys. zł kary;
  - KSZO Ostrowiec za „ustawienie” 16 meczów – zostało zdegradowane o jedną klasę, minus 6 punktów i 50 tys. zł kary;
  - Podbeskidzie Bielsko-Biała za „ustawienie” 6 meczów – zostało ukarane odjęciem sześciu punktów i 50 tys. zł kary.

Kary dla klubów weszły w życie od sezonu 2007/2008.
Jednocześnie podjęto decyzję o uchyleniu zawieszenia i przywrócono Górnikowi Łęczna i Arce Gdynia możliwość uczestniczenia w rozgrywkach Orange Ekstraklasy.
25 kwietnia 2007 Komisja Odwoławcza PZPN (KO) uchyliła decyzję WD PZPN o zawieszeniu Arki Gdynia i Górnika Łęczna. W związku z tym, moc prawną utraciła również decyzja o przyznanych walkowerach w spotkaniach z udziałem tych drużyn i KL Ekstraklasy SA wyznaczyła nowe terminy spotkań w Orange Ekstraklasie.
25 maja 2007 zarząd Arki a 29 maja zarządy KSZO i Górnika Łęczna złożyły do KO PZPN odwołania od decyzji WD PZPN nakładających kary na ich kluby. 31 maja WD zadecydował o nierozpatrywaniu odwołania Arki oraz o niekierowaniu tej sprawy do Piłkarskiego Trybunału Arbitrażowego (organu, który według nowego statutu PZPN zastąpi w kompetencjach rozwiązaną Komisję Odwoławczą) ze względu na fakt, że klub dobrowolnie poddał się wymierzonej przez WD karze.
21 czerwca 2007 Związkowy Trybunał Piłkarski rozpatrzył złożone wcześniej cztery odwołania i podjął następujące decyzje:
- - odwołania Arki i KSZO zostały odrzucone z przyczyn formalnych; wobec klubów utrzymano dotychczasowe kary
  - kara degradacji wymierzona przez WD Górnikowi Łęczna została podtrzymana; zmniejszono karę punktową do sześciu punktów ujemnych a karę finansową z 270 tys. do 70 tys. zł
  - Górnik Polkowice został zdegradowany o dwie klasy rozgrywkowe – do IV ligi, następny sezon rozpocznie z karą punktową sześciu punktów ujemnych na koncie i dodatkowo zapłaci 70 tys. złotych kary.
17 października 2007 Trybunał Arbitrażowy rozpatrzył odwołania złożone przez Górnika Łęczna i KSZO Ostrowiec, a także zbadał zgodność z prawem odrzucenie odwołania Arki Gdynia. W efekcie wszystkie kary orzeczone przez WD PZPN zostały utrzymane[85].

- 11 maja 2007 po aresztowaniu i w trakcie przesłuchań byłego trenera, dyrektora sportowego i prezesa Zagłębia Lubin, rzecznik wrocławskiej prokuratury nazwał korupcyjny wątek Zagłębia niezwykle interesującym oraz zapewnił, że w maju WD PZPN dostanie kolejne materiały dotyczące kolejnych klubów zamieszanych w aferę korupcyjną[86].

- 2 sierpnia 2007 WD PZPN ukarał Zagłębie Sosnowiec degradacją o jedną klasę rozgrywkową, karą czterech ujemnych punktów oraz grzywną w wysokości 50 tys. złotych. Karą punktową klub ukarany został w sezonie 2007/08, a degradacją w sezonie 2008/09[87].

- 20 grudnia 2007 działacze WD PZPN, na podstawie dokumentów przekazanych z prokuratury prowadzącej śledztwo ws. afery korupcyjnej, postawili Zagłębiu Lubin zarzut „ustawienia” wyników 9 meczów o mistrzostwo II ligi w sezonie 2003/04[88]. 24 stycznia 2008 WD nałożył na klub karę w postaci degradacji w następnym sezonie o jedną klasę rozgrywkową, rozpoczęcia kolejnego z 10 ujemnymi punktami oraz zapłaty 100 tys. zł[89]. 2 kwietnia Związkowy Trybunał Piłkarski uchylił karę nałożoną przez WD. Sprawa została skierowana do ponownego rozpatrzenia. 15 maja WD ponownie ukarał klub karą degradacji o jedną klasę rozgrywkową w następnym sezonie i nałożył dodatkowo karę finansową w wysokości 70 tys. zł[90]. Lubinianie ponownie złożyli do ZTP odwołanie od decyzji WD, jednakże 20 czerwca zostało ono odrzucone. Zagłębie skorzystało z prawa do złożenia odwołania od tej decyzji, tym razem do Trybunału Arbitrażowego przy PKOl[91]. Parę dni przed rozpoczęciem nowego sezonu, 23 lipca Trybunał zdecydował o odroczeniu postępowania w sprawie Zagłębia do 22 sierpnia, a do tego czasu o wstrzymaniu wykonania zaskarżonych decyzji[92]. 6 sierpnia TA oddalił apelację Zagłębia, tym samym karna degradacja klubu do l ligi w sezonie 2008/09 stała się faktem[93].

- 20 grudnia 2007 działacze WD PZPN, na podstawie dokumentów przekazanych z prokuratury prowadzącej śledztwo ws. afery korupcyjnej, postawili Widzewowi Łódź zarzut „ustawienia” wyników 12 meczów w sezonie 2004/05[88] w okresie od 21 sierpnia 2004 do 11 maja 2005. 16 stycznia 2008 WD PZPN podjął decyzję o ukaraniu klubu degradacją o jedną klasę rozgrywkową, karą sześciu punktów ujemnych oraz karą finansową w wysokości 35 tys. zł w następnym sezonie[94]. 5 marca 2008 Widzew odwołał się do Związkowego Trybunału Piłkarskiego PZPN od orzeczenia WD[95]. 23 lipca 2008 Trybunał Arbitrażowy ds. Sportu przy Polskim Komitecie Olimpijskim (TA) uchylił decyzję WD PZPN o degradacji Widzewa i umorzył postępowanie z powodu przedawnienia czynów korupcyjnych po dwóch latach. Decyzja ta wzbudziła szereg kontrowersji, gdyż był to jedyny przypadek, w którym TA uznał przedawnienie się czynów korupcji w sporcie – w sprawach Arki Gdynia, Zagłębia Lubin i Korony Kielce TA twierdził, że korupcja nie ulega przedawnieniu. 25 lipca prowadząca śledztwo Prokuratura Krajowa wystąpiła do TA o przekazanie wszystkich orzeczeń dotyczących klubów, które odwoływały się od kar nałożonych przez PZPN, by poznać podstawy na jakich TA podejmuje takie, a nie inne postanowienia[96]. 12 sierpnia 2008 PZPN zapowiedział złożenie w Sądzie Najwyższym (SN) skargi kasacyjnej od wyroku TA[97], co stało się faktem 27 listopada 2008[98]. 19 lutego 2009 w mediach pojawiła się informacja, że klub chce wpłacić do kasy PZPN kwotę 700 tys. zł w zamian za wycofanie z SN skargi kasacyjnej[99]. 1 kwietnia 2009 zarząd PZPN podjął decyzję o nie wycofywaniu tej skargi. SN na 14 kwietnia wyznaczył termin tzw. przedsprawy[100], a do ogłoszenia wyroku doszło 10 czerwca 2009 – SN uchylił wyrok TA PKOl i nakazał mu ponowne rozpatrzenie sprawy. Nie czekając aż TA wykona wyrok SN, Komisja ds. Nagłych PZPN uznała, iż wyrok ten oprócz odesłania sprawy do TA oznacza także „odwieszenie” kar nałożonych wcześniej przez WD (m.in. degradacji o jedną klasę rozgrywkową i 6 punktów ujemnych) i zdecydowała, że Widzew pomimo wywalczenia awansu do Ekstraklasy sezon 2009/10 rozpoczął w I lidze[101]. Po rozegraniu przez Widzew 4 meczów w I lidze, 25 sierpnia 2009 TA przy PKOl ponownie uchylił kary nałożone na klub przez WD PZPN[102] i przekazał mu sprawę do ponownego rozpatrzenia wyraźnie zaznaczając, że zgodnie z obowiązującymi przepisami od 1 lipca 2009 zakazane jest karanie klubów degradacją za przestępstwa korupcyjne sprzed 30 czerwca 2005. Podstawą do wydania takiego orzeczenia TA nie były kwestie merytoryczne (TA w ogóle nie oceniał czy klub ustawiał mecze bądź nie) a proceduralne – TA „przychylił się do dwóch wniosków łodzian i uznał, że rozpatrujący sprawę na przełomie 2007 i 2008 r. WD PZPN został powołany niezgodnie z prawem (przez kuratora, bez formalnej akceptacji zarządu), a w dodatku skazywał klub na podstawie niepotwierdzonych urzędowo materiałów z prokuratury (prawnicy WD mieli z Wrocławia zwykłe kartki z zarzutami, a nie sygnowane dokumenty)”[103]. 26 sierpnia 2009 Widzew złożył do zarządu PZPN i prezesa Ekstraklasy SA wnioski o natychmiastowe przywrócenie do najwyższej klasy rozgrywkowej[104]. Oba zostały odrzucone – zarząd PZPN zdecydował, że sprawą ewentualnego przywrócenia klubu do rozgrywek Ekstraklasy zajmie się WD PZPN po otrzymaniu pisemnego uzasadnienia wyroku wydanego przez TA, natomiast prezes Ekstraklasy SA uznał, iż decyzja w tej sprawie należeć będzie wyłącznie do PZPN[105].

- 20 czerwca 2008 wydział Prokuratury Krajowej we Wrocławiu przekazał WD PZPN część dokumentów dotyczących ustawienia 6 meczów II ligi sezonu 2004/05 przez Jagiellonię Białystok[106]. 26 czerwca 2008 WD odroczył do 1 lipca wydanie decyzji ws. klubu[107]. 10 lipca 2008 poinformowano o kolejnym przedłużeniu postępowania dyscyplinarnego wobec klubu oraz o zwróceniu się do ministra sprawiedliwości o pomoc w szybszym uzyskiwaniu kolejnych dokumentów z prokuratury[108].
12 lutego 2009 WD PZPN za pięć czynów przekupstwa sportowego w latach 2004/05 ukarał Jagiellonię karą degradacji o jedną klasę rozgrywkową w następnym sezonie po uprawomocnieniu się orzeczenia[109]. 24 marca 2009 klub złożył odwołanie od tej decyzji[110] rozpatrzone przez Związkowy Trybunał Piłkarski, który zmienił karę degradacji na karę 10 punktów ujemnych. 29 maja klub złożył do TA przy PKOl odwołanie również i od tej decyzji związkowego organu[111], jednakże 22 września 2009 – na dzień przed zaplanowanym posiedzeniem TA, który miał to odwołanie rozpatrzyć – zarząd Jagi wycofał je z trybunału[112], co de facto oznaczało zaakceptowanie kary ujemnych punktów w sezonie 2009/10.

- 1 lipca 2008 WD PZPN, mając dowody dostarczone przez wrocławską prokuraturę (ustawienie 10 meczów w sezonie 2003/2004), ukarał Koronę Kielce degradacją o jedną klasę rozgrywkową. Dodatkowo, klub z Kielc miał zapłacić 70 tys. zł. grzywny, a nowy sezon rozpocząć z 7 punktami ujemnymi[113]. Korona złożyła odwołanie od wymierzonej kary, a 21 lipca Związkowy Trybunał Piłkarski odrzucił odwołanie klubu i utrzymał w mocy karę degradacji oraz karę finansową, cofnął jedynie karę punktów ujemnych[114]. Korona ponownie skorzystała z prawa do złożenia odwołania od tej decyzji, tym razem do Trybunału Arbitrażowego przy PKOl. 6 sierpnia TA oddalił apelację klubu, tym samym sankcjonując karną degradację kielczan do l ligi w sezonie 2008/09[115].

- 22 października 2008 został zatrzymany były selekcjoner reprezentacji narodowej Janusz Wójcik. Prokuratura postawiła mu 11 zarzutów[116].
- 2 grudnia 2008 na polecenie prokuratury prowadzącej śledztwo zatrzymani zostali Robert Dominiak, były masażysta Lecha Poznań oraz Zbigniew Wójcik – były gracz tego klubu. Wójcikowi postawiono trzy zarzuty handlu meczami z czasów występów w Lechu z sezonu 2003/04[30]. Prawnik Lecha i członek Zarządu PZPN Jacek Masiota uważa, że ewentualna możliwość degradacji klubu za korupcję nie wchodzi w rachubę, gdyż „KKS Lech Poznań nie jest następcą prawnym stowarzyszenia WKP Lech Poznań i w związku z tym nie ponosi jakiejkolwiek odpowiedzialności prawnej z tytułu przewinień dyscyplinarnych popełnionych przez stowarzyszenie WKP Lech Poznań”[30][117][118].

Kolejne zatrzymania związane z poznańską drużyną miały miejsce 2 lutego 2009. Zatrzymani zostali Piotr Reiss oraz były członek zarządu tego klubu Przemysław E. Zawodnik oświadczył, że podczas przesłuchania nie przyznał się do handlu meczami, a także zrezygnował z prawa do ochrony wizerunku, co pozwala m.in. na podawanie jego nazwiska w pełnym brzmieniu. Przemysławowi E. postawiono cztery zarzuty korupcyjne. Po ich zatrzymaniu, mec. Masiota ponownie złożył oświadczenie sugerujące brak możliwości prawnych ukarania KKS Lech Poznań nawet w przypadku udowodnienia zatrzymanym winy. 3 lutego 2009 zatrzymany został kolejny długoletni gracz Lecha Poznań – Waldemar K., który podobnie, jak Reiss nie przyznał się do zarzutów stawianych przez prokuraturę. 4 lutego tego samego roku celem złożenia zeznań dobrowolnie do wrocławskiej prokuratury udał się Czesław Michniewicz ex-trener zespołu sezonu 2003/04, twórca ostatnich sukcesów Lecha: Pucharu i Superpucharu Polski. Fakt zdobycia trofeów w tym samym sezonie, którego dotyczą zatrzymania, według niektórych mediów, może być podstawą do ich odebrania klubowi. 19 lutego 2009 w obliczu związanych z aferą korupcyjną licznych zatrzymań obecnych lub byłych graczy i działaczy Lecha, klub skierował do WD PZPN wniosek o wydanie potwierdzenia, że obecny Lech (KKS) nie jest prawnie odpowiedzialny za niezgodne z prawem dawne czyny Lecha.
- 11 grudnia 2008 WD PZPN w związku z publicznymi oskarżeniami o branie czynnego udziału w ustawianiu meczów przesłuchał Henryka Klocka – prezesa Pomorskiego Związku Piłki Nożnej, członka Zarządu PZPN[129]. 18 grudnia prezes Pomorskiego ZPN od jego powstania w 1999 roku i członek Zarządu PZPN (od 2004) został zatrzymany przez policję w związku z prowadzonym śledztwem[130]. W dniu zatrzymania zrezygnował z przysługującego mu prawa „do ochrony danych osobowych i nazwiska”[131]. Następnego dnia w związku z postawionymi mu siedmioma zarzutami[132] nakazem prokuratorskim[133] został zawieszony w obowiązkach do czasu wyjaśnienia sprawy[134].

- 25 lutego 2011 roku za czyny korupcyjne w czasach pracy w Piaście Gliwice WD PZPN ukarał Jacka Zielińskiego karą 2 lat dyskwalifikacji w zawieszeniu na 3 lata oraz dodatkowo karą finansową w wysokości 30 tys. złotych[135].
- 6 lutego 2014 Piotr Reiss – były piłkarz Lecha Poznań został ukarany dyscyplinarnie za udział w ustawianiu meczów tego klubu. Orzeczenie wydała Komisja dyscyplinarna PZPN[136]
- 27 lipca 2020 roku Cracovia została ukarana odjęciem 5 punktów w sezonie 2020/2021 i karą pieniężną w wysokości 1 miliona złotych za przewinienia korupcyjne w sezonie 2003/04[137].
- 2 września 2020 roku Dyskobolia Grodzisk Wielkopolski została ukarana odebraniem Pucharu Polski za sezon 2004/05[138].